# 瓦伦丁·科瓦伦科
瓦伦丁·科瓦伦科（1975年8月9日—），也译瓦伦丁·科瓦连科，烏茲別克足球裁判。
他於2000年起為烏茲別克聯賽執法。兩年後，他成為國際足協轄下的國際裁判，得以為國際性賽事執法。2008年4月，他為斯里蘭卡對關島的亞洲挑戰盃執法，這是他首場判決的國際性賽事。此後，他先後為2006年、2010年和2014年的世界盃亞洲區外圍賽，及東南亞國家杯和東亞盃執法。